# Balaam-meester

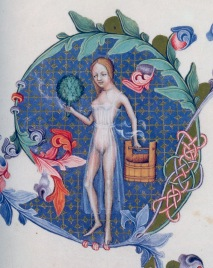
Miniatuur van de Balaam-meester uit de Wenceslaus-Bijbel.

De Balaam-meester is de noodnaam van een miniaturist die actief was op het einde van de 14e eeuw en het begin van de 15e eeuw in Praag waar hij werkte voor koning Wenceslaus IV van Bohemen.

## Biografische elementen
Van het leven van Balaam-meester is niets bekend. Hij kreeg zijn noodnaam naar de miniaturen over Bileam die hij maakte ter illustratie van het Bijbelboek Numeri in de Wenceslaus-Bijbel. Hij illustreerde ook de boeken Deuteronomium en Jozua. In totaal illustreerde hij vermoedelijk meer dan 125 pagina’s in de Bijbel van koning Wenceslaus.
Hij was waarschijnlijk afkomstig uit het zuidoosten van het Heilige Roomse Rijk. Zijn werk wordt gekarakteriseerd door zijn sculpturale figuren die herinneren aan het werk van Konrad von Wittingau. Hij modelleerde zijn figuren in de oude stijl met zeer fijne, naast elkaar gelegen penseelstreekjes. De miniaturen van deze meester zijn duidelijk herkenbaar aan de fellere kleuren die hij gebruikte. De ruimtelijke weergave van geometrische figuren lukte hem meestal niet al te best.

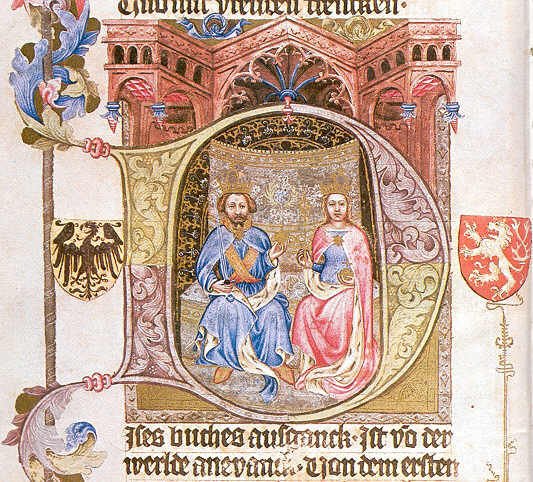
Wenceslaus-Bijbel, vol1 - f2r, figuratieve initiaal met koning Wenceslaus en koningin Sophie.

Op basis van zijn stijl wordt hij meestal gerekend tot de oudere illuminatoren die aan het project van Wenceslaus meewerkten. De initiaal die in de proloog van de Bijbel de koning en zijn gemalin toont, zou ook van de hand van deze meester zijn, wat er op duidt dat hij hoog aangeschreven stond in de rang van de miniaturisten die aan de Bijbel meewerkten. In enkele composities herkent men duidelijk dat deze meester beïnvloed werd door de schilderkunst van Noord-Italië en in het bijzonder de werken uit de kring van Altichiero. Kunsthistorici vermoeden dat de meester na zijn opleiding in de jaren 1360 enige tijd in Padua doorbracht en van daar modellen meebracht die hij in de Wenceslaus-Bijbel gebruikte.